# Kinchil
Kinchil är en ort i Mexiko.   Den ligger i kommunen Kinchil och delstaten Yucatán, i den östra delen av landet, 1 000 km öster om huvudstaden Mexico City. Kinchil ligger 7 meter över havet och antalet invånare är 5 634.
Terrängen runt Kinchil är mycket platt. Runt Kinchil är det ganska glesbefolkat, med 42 invånare per kvadratkilometer. Närmaste större samhälle är Hunucmá, 13,6 km nordost om Kinchil. I omgivningarna runt Kinchil växer i huvudsak lövfällande lövskog.